# Parsley, Sage, Rosemary and Thyme
Parsley, Sage, Rosemary and Thyme is het derde studioalbum van Simon & Garfunkel. Het werd in de Verenigde Staten uitgebracht op 10 oktober 1966. Het door Bob Johnston geproduceerde album bereikte de vierde positie in de Billboard 200.
Waar Simon en Garfunkel op hun eerste album, Wednesday Morning, 3 A.M., met het nummer "He Was My Brother" al protesteerden tegen de oorlog in Vietnam, zetten zij deze lijn voort met het nummer "7 O'Clock News/Silent Night". In dit nummer zijn nieuwsberichten over moord- en doodslag te horen. Uit het feit dat deze nieuwsuitzending tevens het overlijden van de komiek Lenny Bruce meldde, kan worden vastgesteld dat deze dateert van 3 augustus 1966.
Parsley, Sage, Rosemary and Thyme staat op de 201ste plek in Rolling Stone's lijst van The 500 Greatest Albums of All Time.

## Composities
Alle nummers geschreven en gecomponeerd door Paul Simon, tenzij anders aangegeven.
1. "Scarborough Fair/Canticle" (Traditional, gearrangeerd door Paul Simon en Art Garfunkel) – 3:10 
Datum van opname: 26 juli 1966
2. "Patterns" – 2:42 
Datum van opname: 8 juni 1966
3. "Cloudy" (Paul Simon, Bruce Woodley) – 2:10 
Datum van opname: 10 juni 1966
4. "Homeward Bound" – 2:30 
Datum van opname: 14 december 1965
5. "The Big Bright Green Pleasure Machine" – 2:44 
Datum van opname: 15 juni 1966
6. "The 59th Street Bridge Song (Feelin' Groovy)" – 1:43 
Datum van opname: 16 augustus 1966
7. "The Dangling Conversation" – 2:37 
Datum van opname: 21 juni 1966
8. "Flowers Never Bend with the Rainfall" – 2:10 
Datum van opname: 22 december 1965
9. "A Simple Desultory Philippic (Or How I Was Robert McNamara'd into Submission)" – 2:12 
Datum van opname: 13 juni 1966
10. "For Emily, Whenever I May Find Her" – 2:04 
Datum van opname: 22 augustus 1966
11. "A Poem on the Underground Wall" – 1:52 
Datum van opname: 13 juni 1966
12. "7 O'Clock News/Silent Night" (Josef Mohr, Franz Gruber) – 2:01 
Datum van opname: 22 augustus 1966